# Tambinia verticalis
Tambinia verticalis är en insektsart som beskrevs av William Lucas Distant 1916. Tambinia verticalis ingår i släktet Tambinia och familjen Tropiduchidae. Inga underarter finns listade i Catalogue of Life.